# 円谷フィールズホールディングス
円谷フィールズホールディングス株式会社（つぶらやフィールズホールディングス、英: TSUBURAYA FIELDS HOLDINGS INC.）は、円谷プロダクションやフィールズなどを傘下に持つ日本の持株会社。JPX日経中小型株指数の構成銘柄の一つ。

## 沿革
- 1988年6月10日 - 「株式会社東洋商事」を設立。
- 2001年10月 - 商号を「（旧）フィールズ株式会社」に変更。
- 2022年10月3日 - フィールズ（初代）の遊技機関連事業を新設分割により同名の「（新）フィールズ株式会社」へ分割した上で（旧）フィールズ株式会社の商号を「円谷フィールズホールディングス株式会社」に変更[3][4][4]。
- 2024年
  - 3月25日 - 株式会社ソフィアの株式を取得し連結子会社化[5]。
  - 9月18日 - 株式会社ソフィアの株式を追加取得し完全子会社化[6]。

## グループ会社
| 社名                                                       | 議決権所有割合     | 事業区分                     |
| ---------------------------------------------------------- | ------------------ | ---------------------------- |
| フィールズ株式会社                                         | 100%               | パチンコ、パチスロ           |
| 株式会社BOOOM                                              | 100%（間接所有）   | パチンコ、パチスロ           |
| 株式会社マイクロキャビン                                   | 100%（間接所有）   | パチンコ、パチスロ           |
| 株式会社クロスアルファ                                     | 100%（間接所有）   | パチンコ、パチスロ           |
| 株式会社スパイキー                                         | 100%（間接所有）   | パチンコ、パチスロ           |
| 新日テクノロジー株式会社                                   | 100%（間接所有）   | パチンコ、パチスロ           |
| 株式会社エフ                                               | 100%（間接所有）   | パチンコ、パチスロ           |
| 株式会社セプテック                                         | 100%（間接所有）   | パチンコ、パチスロ           |
| フィールズジュニア株式会社                                 | 100%（間接所有）   | パチンコ、パチスロ           |
| 株式会社七匠                                               | 83.33%（間接保有） | パチンコ、パチスロ           |
| 株式会社ソフィア                                           | 100%               | パチンコ、パチスロ           |
| 株式会社エース電研                                         | 51.0%（間接所有）  | パチンコ、パチスロ           |
| 株式会社アサヒ                                             | 51.0%（間接所有）  | パチンコ、パチスロ           |
| 株式会社エス・イー・エル                                   | 51.0%（間接所有）  | パチンコ、パチスロ           |
| オプティマイズ株式会社（旧：株式会社フューチャースコープ） | 100%               | パチンコ、パチスロ           |
| 株式会社ぱちんこパチスロ情報ステーション                   | 70.0%（間接保有）  | パチンコ、パチスロ           |
| 株式会社円谷プロダクション                                 | 51.0%              | コンテンツ&デジタル          |
| Tsuburaya Fields Media & Pictures Entertainment, Inc.      | 100%               | コンテンツ&デジタル          |
| Tsuburaya Fields Entertainment International Pte. Ltd.     | 100%               | コンテンツ&デジタル          |
| 株式会社デジタル・フロンティア                             | 86.9%              | コンテンツ&デジタル          |
| 株式会社GEMBA                                              | 85%（間接所有）    | コンテンツ&デジタル          |
| 集拓聖域股份有限公司                                       | 85%（間接所有）    | コンテンツ&デジタル          |
| トータル・ワークアウトプレミアムマネジメント株式会社       | 100%               | その他（フィットネスクラブ） |
| 株式会社ルーセント                                         | 99.89%             | その他（不動産）             |

| 社名                 | 議決権所有割合 | 事業区分               |
| -------------------- | -------------- | ---------------------- |
| 株式会社総合メディア | 35.0%          | パチンコ、パチスロ     |
| 株式会社エスピーオー | 31.8%          | その他（テレビ、映画） |
| ダイコク電機株式会社 | 20.01％        |                        |

| 社名                             | 議決権所有割合 | 事業区分               |
| -------------------------------- | -------------- | ---------------------- |
| 株式会社東京プレミアムダイニング | N/A            | その他（飲食店の経営） |
| 株式会社エイプ                   | N/A            | その他                 |

### 過去のグループ・関連会社
- 株式会社ディースリー・パブリッシャー - 現在はバンダイナムコグループ。
- 株式会社シンクアーツ - 2009年3月解散
- ジャパン・スポーツ・マーケティング株式会社 - 以下の3社を合併した会社。2011年12月に特別清算開始決定を受ける[7]。
  - プロフェッショナル・マネージメント株式会社
  - 株式会社トータル・ワークアウト[8]
  - J.坂崎マーケティング株式会社
- 株式会社ネクスエンタテインメント - 2016年7月29日解散[9]。
- ホワイトトラッシュチャームズジャパン株式会社
- 株式会社デジタルロード
- 株式会社データベース
- 株式会社ハートライン
- 株式会社エンターテインメント・ソフトウェア・パブリッシング
- 株式会社スリーディー・エイジス
- 株式会社ディースリー・パブリッシャー
- 株式会社ロデオ - 2017年株式売却
- 株式会社ミズホ - 2018年株式売却
- 日本アミューズメント放送株式会社 - 2018年株式売却
- 株式会社ヒーローズ - 2018年株式一部売却（少数保有）
- 株式会社角川春樹事務所 - 2023年3月期全ての株式を売却

## 役員
2024年9月現在。
代表取締役社長グループCEO
- 山本英俊

専務取締役
- 塚越隆行
- 吉田永

取締役

- 小澤謙一（グループCFO）
- 山本剛史（グループ経営企画担当）
- 永竹正幸
- 豊嶋勇作
- 山中裕之
- 糸井重里（社外）
- アールフット依子（社外）
- 白井勝也（社外）
- 小森哲郎（社外）
- 前田圭一（社外）
- 森下公江（社外）

監査役
- 池澤憲一（社外）
- 古田善香（社外・非常勤）
- 栗原正和（非常勤）

執行役員

- 畑中英昭（上席）
- 大塩忠正（上席）
- 野出明良
- 加藤智
- 黒澤桂
- 南谷佳